# Сала, Эмилиано
Эмилиа́но Рау́ль Са́ла Таффаре́ль (исп. Emiliano Raúl Sala Taffarel, испанское произношение: [emiˈljano ˈsala]; 31 октября 1990 — 21 января 2019) — аргентинский футболист, нападающий.
После выступлений на юношеском уровне и в региональных лигах, Сала начал свою профессиональную карьеру во Франции в составе «Бордо». После неудачных попыток закрепить за собой место в основном составе, был отдан в аренду «Орлеану» и «Ньору». В обоих клубах Сала демонстрировал высокую результативность, после чего на сезон 2014/15 был возвращён в «Бордо», где, однако, ему вновь не удалось пробиться в состав. В середине сезона отправился в аренду в «Кан». Летом 2015 года перешёл в «Нант» на постоянной основе. В его составе Сала принял участие более чем в сотне матчей Лиги 1 и был лучшим бомбардиром команды в течение трёх сезонов подряд. В январе 2019 года трансфер игрока согласовал английский «Кардифф Сити», заплативший за нападающего, по сообщениям английских СМИ, 15 млн фунтов, что стало наиболее высокой суммой, когда-либо заплаченной «Кардиффом» за игрока.
21 января 2019 года Сала находился на борту самолёта Piper PA-46 Malibu, который летел из Нанта в Кардифф и в течение своего пути исчез в районе Нормандских островов. Сразу же после известия о пропаже была произведена поисково-спасательная операция, но в связи с тем, что никаких следов самолёта найти не удалось, полиция прекратила поиски. После проведения частной поисковой операции разбившийся самолёт был обнаружен и аргентинского футболиста официально признали погибшим.

## Ранние годы
Эмилиано Сала родился в аргентинском городе Кулулу, который расположен в департаменте Лас-Колоньяс, в семье Орасио Салы и Мерседес Таффарель. Его отец работал водителем грузовика. По ходу взросления Эмилиано семья переехала в Прогресо, небольшой город в шестистах километрах от столицы страны Буэнос-Айреса. У Салы были брат и сестра — Дарио и Ромина. Являлся болельщиком аргентинского футбольного клуба «Индепендьенте». Его любимым футболистом в детстве был нападающий Габриэль Батистута. Впоследствии Эмилиано, в дополнение к аргентинскому, получил итальянское гражданство.

## Клубная карьера

### «Бордо» и аренды
В возрасте 20 лет, в 2010 году, Сала был подписан французским клубом «Бордо». После прибытия во Францию он жил с тренером молодёжного состава команды Марсело Вада и его сыном, Валентином Вада, который тоже был игроком «Бордо». Проведя несколько сезонов в академии, Эмилиано был расстроен отсутствием игрового времени в основной команде, в связи с чем его агент предложил услуги аргентинца нескольким итальянским клубам, среди которых был «Сорренто», но ни один из них не выразил заинтересованности в трансфере футболиста. 8 февраля 2012 года Сала впервые вышел на поле в составе первой команды «Бордо», это произошло в матче 1/8 финала Кубка Франции по футболу 2011/12 против «Лиона». Тогда Эмилиано был выпущен на поле по ходу дополнительного времени.
«Бордо» надеялся отправить аргентинца в аренду, чтобы он мог получить дополнительный опыт. Сала присоединился к клубу третьего дивизиона — «Орлеану». Тренер команды, Оливер Фраполли, приметил Салу годом ранее. Эмилиано смог забить 19 голов в 37 матчах лиги и был удостоен комментариев своего тренера о том, что он является лучшим игроком команды. «Орлеан» завершил сезон на восьмом месте в таблице чемпионата. Летом Сала вернулся в «Бордо», после чего снова был отправлен в аренду. На этот раз его командой стал представитель Лиги 2 — «Ньор». Весной 2014 года Эмилиано отличился голевой серией, которая составила 11 забитых мячей в двенадцати его матчах за клуб. Тогда ему удалось сделать и свой первый хет-трик на профессиональном уровне — благодаря трём голам Салы «Ньор» победил «Стад Лаваль» (4:2). Во всех соревнованиях за прошедший сезон 2013/14 Эмилиано забил 20 голов.
После завершения второй для аргентинца аренды главный тренер «Бордо» Вилли Саньоль решил сохранить его в составе первой команды на сезон 2014/15, также с Эмилиано был продлён контракт. 17 августа 2014 года он забил свой первый гол в чемпионате Франции — результативным стал его удар в игре с «Монако». Забитый с пенальти мяч, однако, стал единственным для нападающего в «Бордо». Он был включён в стартовый состав команды всего четыре раза, в сумме выйдя на поле в 11 играх, и зимой 2015 года, в середине сезона, вновь отправился в аренду. В Сале был заинтересован клуб Лиги 1 «Кан», который хотел подписать Эмилиано ещё в начале сезона, но «Бордо» тогда не захотел отпускать игрока. 1 февраля произошёл его дебют в составе «Кана». Свой первый гол за клуб Сала забил в третьем для себя матче в его составе, чем помог сыграть вничью с «Пари Сен-Жермен» — 2:2. Всего за «Кан» отличился пятью голами и в конце сезона вернулся в «Бордо».

### «Нант»

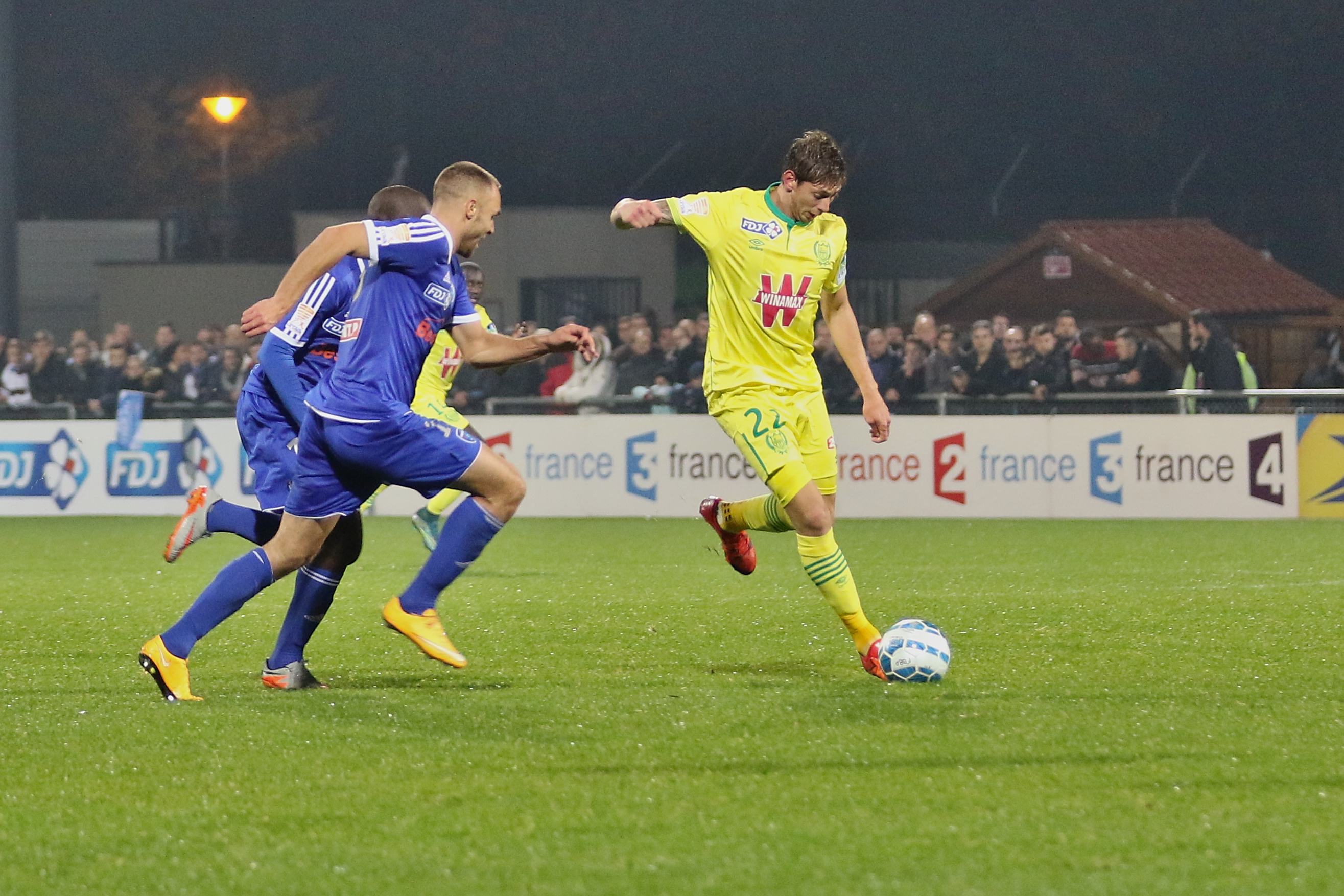
Сала (справа) в составе «Нанта», 2015 год

Летом 2015 года «Нант», тоже выступавший в Лиге 1, выкупил Эмилиано у «Бордо». Игрок подписал с клубом пятилетний контракт, за его трансфер было выплачено, по информации медиа, около миллиона евро. В день открытия сезона 2015/16 Сала дебютировал в составе нового клуба: «Нант» обыграл «Генгам» со счетом 1:0. 5 декабря он забил свой первый гол за «Нант» в матче с «Аяччо» (1:1). В январе 2016 года, согласно The Guardian, предложение «Вулверхэмптон Уондерерс» на сумму в три миллиона фунтов за Салу было отвергнуто. Несмотря на то, что за весь сезон Эмилиано забил только шесть мячей, он оказался самым результативным игроком своей команды. В течение второго для себя сезона в «Нанте» Сала только в рамках лиги отличился двенадцатью забитыми голами, а также вновь стал лучшим бомбардиром клуба. В сезоне 2017/18 он стал наиболее результативным футболистом «Нанта» в третий раз подряд.
Перед сезоном 2018/19 в команду пришёл новый главный тренер — Мигел Кардозу, который хотел использовать в качестве основного нападающего Калифу Кулибали, а не Салу. Турецкий «Галатасарай», по сообщениям СМИ, предпринял попытку выкупить аргентинца в последний день летнего трансферного окна, но переход в итоге не состоялся. По ходу сезона Кардозу вернул Эмилиано в основной состав, так как тот несколько раз забил после выхода со скамейки запасных, однако уже в октябре 2018 года был уволен. Новым тренером команды был назначен Вахид Халилходжич. В первой игре под руководством нового специалиста, прошедшей 20 октября, Сала сделал хет-трик. Он стал первым за более чем 10 лет игроком «Нанта», которому удалось забить три мяча в матче Лиги 1. В конце октября он был признан лучшим игроком месяца в чемпионате Франции, помимо хет-трика ещё один раз отличившись забитым голом в этом месяце. Впоследствии Сала смог на некоторое время выйти на первую строчку в списке лучших бомбардиров Лиги 1 — в начале декабря он сравнялся с лидером по голам Килианом Мбаппе, имея в своём активе 12 забитых мячей.

### «Кардифф Сити»
19 января 2019 года было официально объявлено, что Эмилиано Сала продолжит свою карьеру в клубе английской Премьер-лиги «Кардифф Сити», который приобрёл аргентинца у «Нанта» за рекордную для себя сумму, но официально она не была публично разглашена. Английские СМИ сообщали о её размере в 15 миллионов фунтов.

## Гибель
После прохождения медицинского обследования в городе Кардифф Сала утром 19 января вернулся в Нант на самолёте, который был предоставлен футбольным агентом Марком Маккеем, сыном агента Уилли Маккея. Эмилиано хотел прилететь обратно в Кардифф 21 января и посетить свою первую тренировку в новом клубе следующим утром. Тренер команды Нил Уорнок пригласил футболиста на матч «Кардифф Сити» против «Ньюкасл Юнайтед», который проходил в эти дни, но Сала решил вернуться во Францию, чтобы попрощаться со своими бывшими партнёрами по команде и собрать личные вещи. 22 января 2019 года стало известно, что частный самолёт Piper PA-46 Malibu, на котором Эмилиано Сала летел из Нанта в Кардифф, пропал с экранов радаров вблизи Нормандских островов вечером предыдущего дня. После этого началась поисково-спасательная операция, но обнаружить следов крушения самолёта не удалось. На борту находился сам Сала и 59-летний пилот Дэвид Айбботсон. Позже стало известно, что футболист отправлял голосовые сообщения в групповой чат WhatsApp перед тем, как самолёт, на котором он летел, пропал с радаров. Аргентинская газета Olé опубликовала текст сообщений Эмилиано, в которых он, в частности, выражал опасения по поводу безопасного исхода полёта из-за возникших проблем с самолётом.

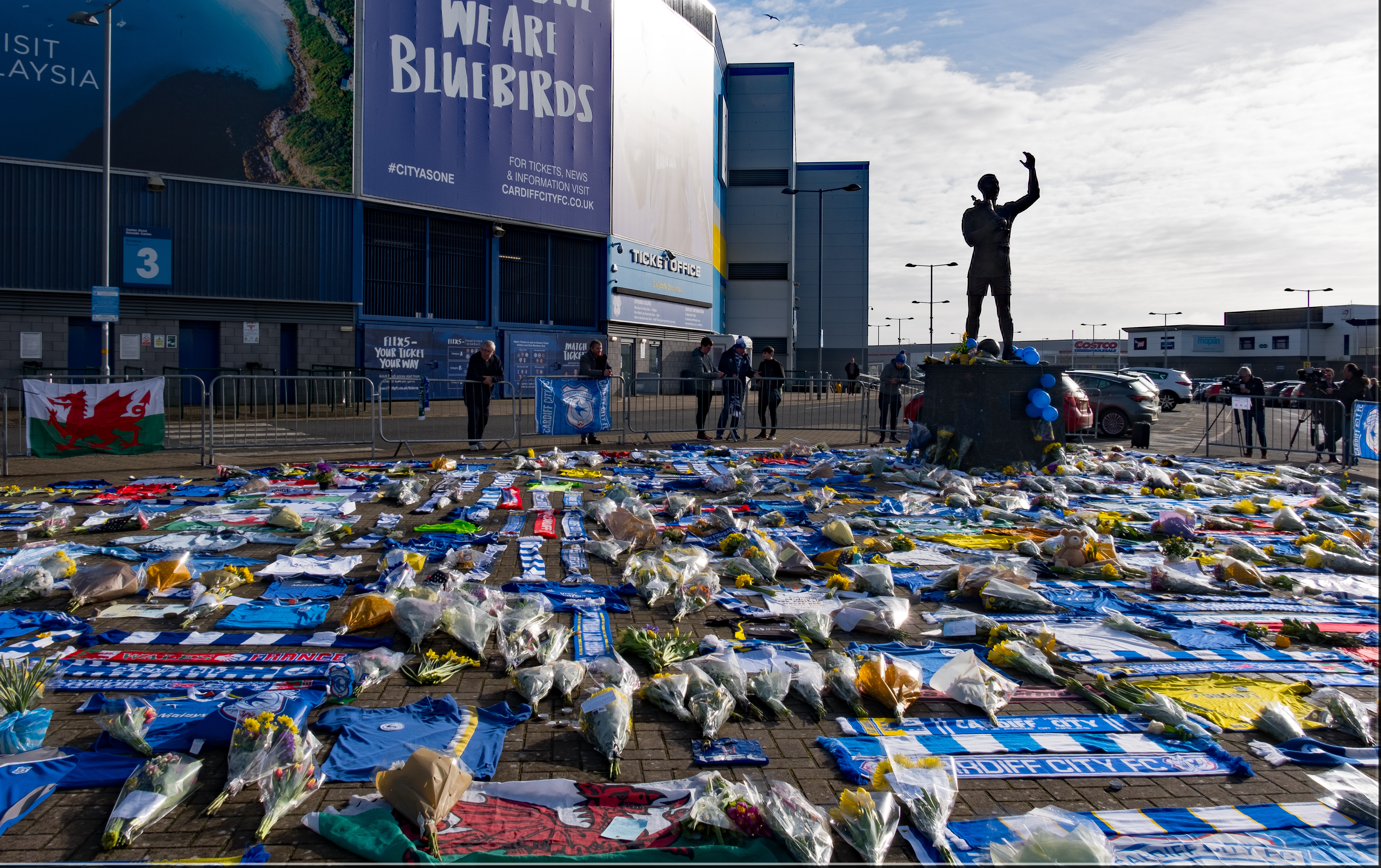
Мемориал, возникший возле стадиона «Кардифф Сити» после пропажи Эмилиано Салы

24 января 2019 года, после поиска, составившего 80 часов совместной работы трёх самолётов, пяти вертолётов и двух спасательных шлюпок, полиция острова Гернси объявила, что прекратила поиск самолёта или выживших. Данное решение не было одобрено общественностью, появились многочисленные призывы к продолжению поиска, в том числе и от известных футболистов: Лионеля Месси, Гонсало Игуаина, Серхио Агуэро, Диего Марадоны. Президент Аргентины Маурисио Макри заявил о своем намерении направить официальный запрос правительствам Великобритании и Франции о возобновлении поиска. Созданная онлайн-петиция привлекла более 65 000 подписей, а семья Салы объявила о своем намерении финансировать частный поиск. С помощью сервиса GoFundMe было собрано более 300 000 евро на затраты при организации поиска. Деньги перевели в том числе такие футболисты как Илкай Гюндоган, Адриен Рабьо, Корантен Толиссо, Лукас Лима, Жоффре Кондогбья и Бенуа Костиль. 26 января семья Эмилиано сообщила о старте частной поисковой операции. 28 января было объявлено о планах в течение недели начать подводный поиск, а 29 января «Кардифф» перед матчем с «Арсеналом» опубликовал список игроков своего состава, куда был включён и Эмилиано Сала, с нарциссом рядом с именем на месте номера. 30 января было сообщено о двух найденных подушках сидений, предположительно, из пропавшего самолёта.
4 февраля на дне пролива Ла-Манш у острова Гернси в ходе частной поисковой операции под руководством океанографа Дэвида Мернса были обнаружены обломки самолёта Piper PA-46 Malibu, на борту которого летел Сала. Позже с помощью дистанционно управляемой подводной видеокамеры было обнаружено одно тело, но идентифицировать его не удалось. 7 февраля обнаруженное тело было извлечено из обломков самолёта. В тот же день полиция графства Дорсет объявила о том, что оно принадлежит Сале. Спустя три месяца после произошедшего отец Эмилиано умер от сердечного приступа.
В память о футболисте первый клуб Салы «Сан-Мартин де Прогресо» в октябре 2019 года переименовал в его честь свой стадион. В феврале 2022 года врачи сообщили, что спортсмен на момент гибели был без сознания, поскольку надышался угарным газом; смерть наступила непосредственно из-за травм головы и груди, полученных во время столкновения.

## Статистика выступлений
| Клуб             | Сезон            | Лига             | Лига | Лига | Кубок страны | Кубок страны | Итого | Итого |
| Клуб             | Сезон            | Дивизион         | Игры | Голы | Игры         | Голы         | Игры  | Голы  |
| ---------------- | ---------------- | ---------------- | ---- | ---- | ------------ | ------------ | ----- | ----- |
| Орлеан (аренда)  | 2012/13          | Насьональ        | 37   | 19   | 0            | 0            | 37    | 19    |
| Ньор (аренда)    | 2013/14          | Лига 2           | 37   | 18   | 3            | 2            | 40    | 20    |
| Бордо            | 2014/15          | Лига 1           | 11   | 1    | 1            | 0            | 12    | 1     |
| Кан (аренда)     | 2014/15          | Лига 1           | 13   | 5    | 0            | 0            | 13    | 5     |
| Нант             | 2015/16          | Лига 1           | 31   | 6    | 4            | 0            | 35    | 6     |
| Нант             | 2016/17          | Лига 1           | 34   | 12   | 5            | 3            | 39    | 15    |
| Нант             | 2017/18          | Лига 1           | 36   | 12   | 2            | 2            | 38    | 14    |
| Нант             | 2018/19          | Лига 1           | 19   | 12   | 2            | 1            | 21    | 13    |
| Нант             | Итого            | Итого            | 120  | 42   | 13           | 6            | 133   | 48    |
| Кардифф Сити     | 2018/19          | Премьер-лига     | 0    | 0    | 0            | 0            | 0     | 0     |
| Всего за карьеру | Всего за карьеру | Всего за карьеру | 219  | 87   | 17           | 8            | 236   | 95    |